# Convento de San José y Santa Ana (Burgos)

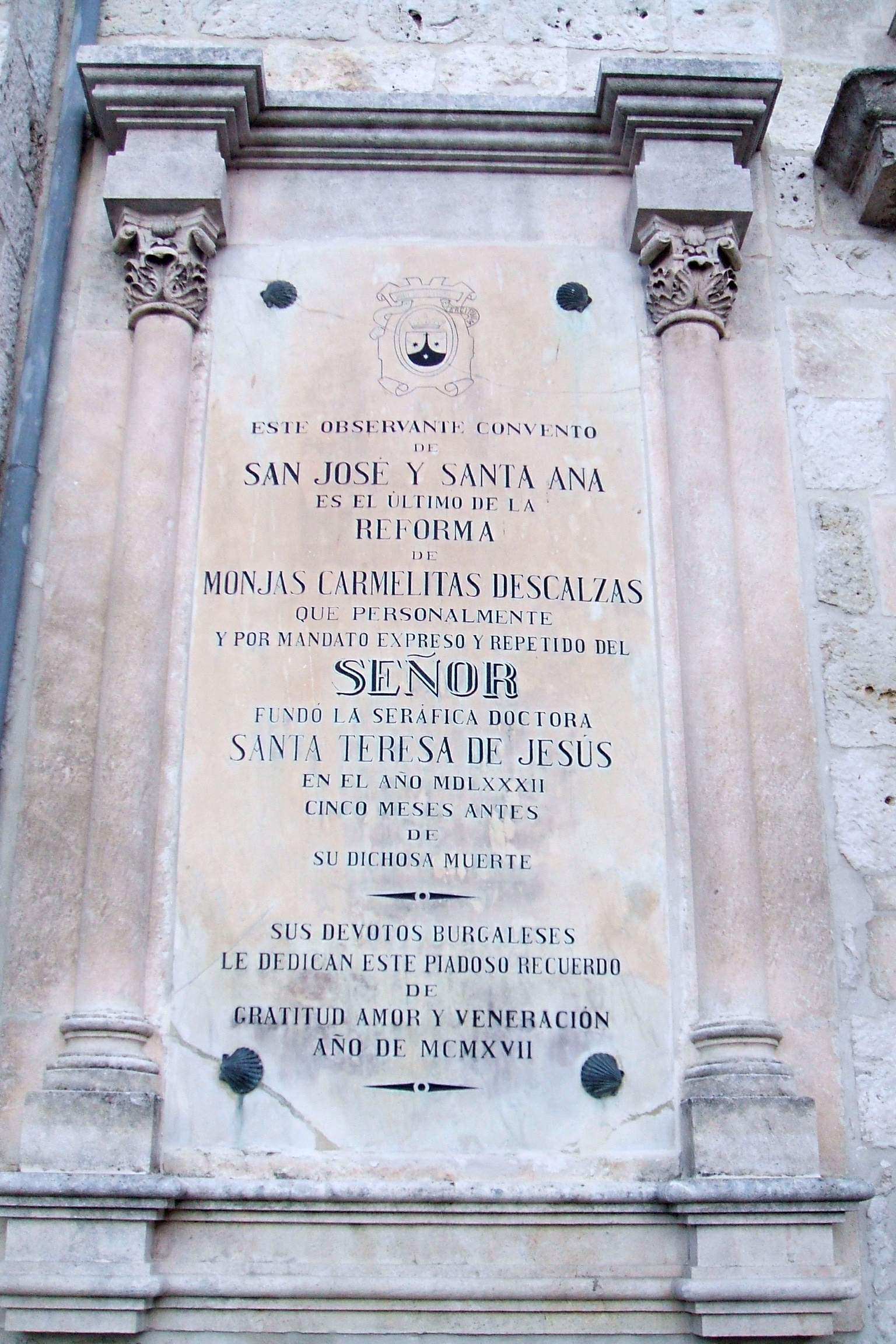
Lápida que recuerda la fundación del monasterio por Santa Teresa de Jesús.

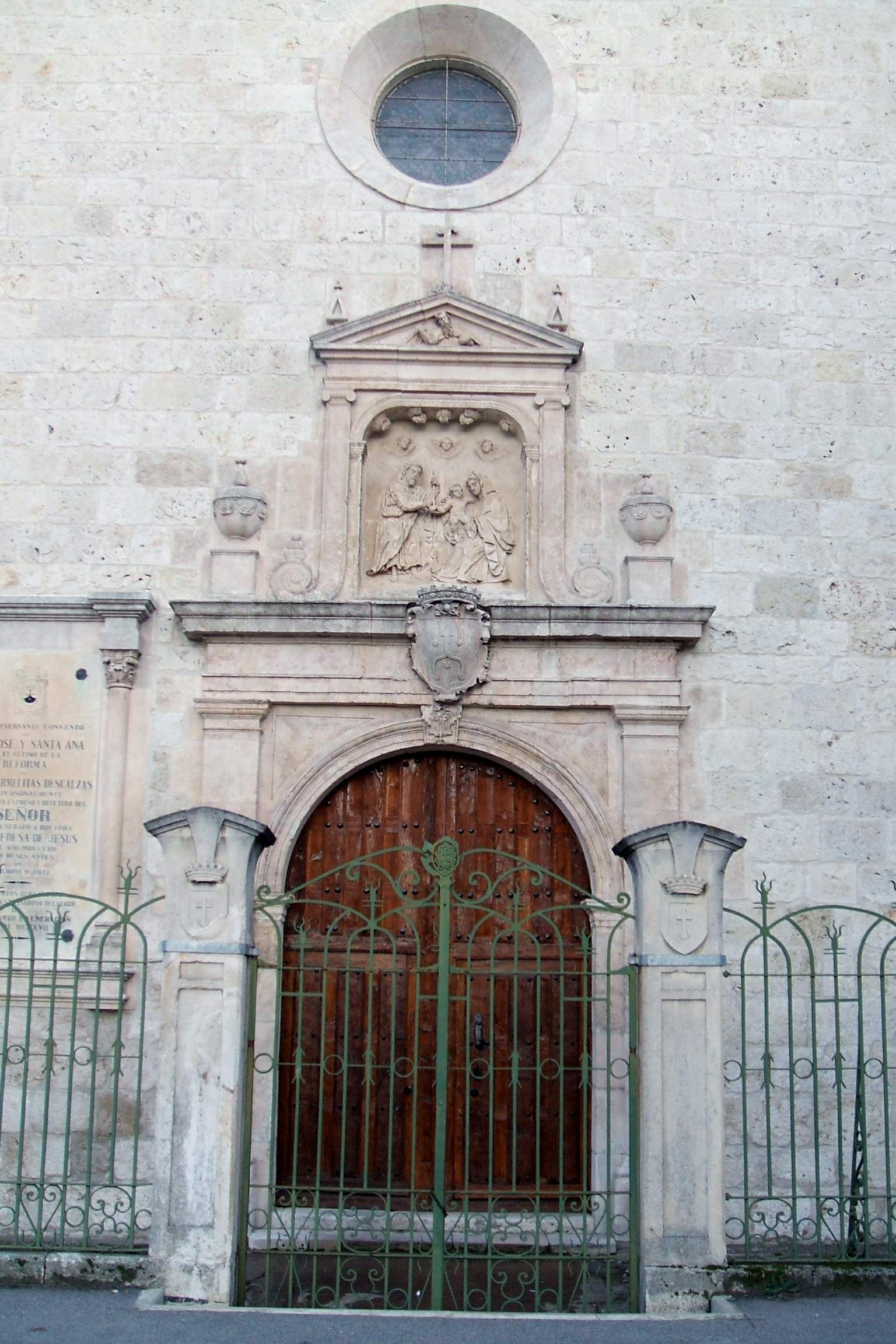
Portada de la iglesia

El Convento Carmelita de San José y Santa Ana es un cenobio de monjas carmelitas descalzas sito en la Plaza de Santa Teresa, al final del Paseo Sierra de Atapuerca de la ciudad de Burgos (Comunidad de Castilla y León, España). Este convento fue fundado por Santa Teresa de Jesús en 1582, siendo esta la última de sus fundaciones.

## Historia
Santa Teresa encontró dificultades iniciales para crear este monasterio, ante la negativa del arzobispo Cristóbal Vela para autorizar por escrito la fundación hasta que la comunidad de monjas carmelitas contara con casa propia, rentas suficientes para su mantenimiento y consentimiento de las autoridades municipales.
El municipio expresó su aprobación el 4 de noviembre de 1581 y Santa Teresa llegó a Burgos el 26 de enero de 1582, acompañada del padre fray Jerónimo Gracián. La Santa visitó el Monasterio de San Agustín, para poner a la nueva fundación bajo la protección de su Cristo y, después, se instaló en la casa de la protectora de las carmelitas doña Catalina de Tolosa. Más tarde la comunidad se acomodó temporalmente en Hospital de la Concepción, hasta que pudo trasladarse a la casa adquirida en la vega del Arlanzón.

## Iglesia
La iglesia actual fue comenzada probablemente en 1588 y finalizada en 1597. Es un templo de una sola nave con tres tramos de bóvedas de crucería; carece de crucero y el testero es plano, con una pequeña bóveda casetonada. La espadaña fue añadida, probablemente, en el siglo XVII.

## Horario de ceremonias religiosas
- Laborables: misa a las 8:30 horas.
- Festivos: misa a las 10:00 horas.